# Amaikiara
Amaikiara, nekadašnje selo Karok Indijanaca na zapadnoj obali rijeke Klamath na brzacima jednu milju ili dvije niže od ušća Salmona u sjeverozapadnoj Kaliforniji. Selo je bilo neveliko, ali značajno zbog godišnjih održavanja lososovih svečanosti i plesa Jumping Dance. Slično kao i ostala sela s ušća Salmona zapalili su ga bijelci u ljeto 1852. (prema Kroeberu).

## Vanjske poveznice
- Karuk fishing platform at Amaikiara (slika)
- Karok Indian Tribe